# Moustag
Le Moustag (en russe : Мустаг, en chor : Мустағ, littéralement « montagne de glace »), aussi connu sous le nom de Poustag (en russe : Пустаг), est une montagne de la Chorie montagneuse culminant à 1 570 m d'altitude. Il est composé de roches magmatiques.
Le Moustag fait partie de la culture locale, étant vu comme une montagne ancestrale avec des pouvoirs selon les Chors et leurs chamans.
Les premières neiges arrive en septembre, et en octobre l'enneigement devient stable. En janvier, l'enneigement atteint 2,5 mètres, et la neige reste jusqu'en mai. Les avalanches sont quasi inexistantes sur ses pentes.
Il fait partie avec l'Outouïa (1 143 m), la Zelionaïa (1 270 m) et le Kourgan (1 555 m) des montagnes de la station de ski de Cheregech. Même si des remontées et des pistes se situent sur ses pentes, elles n'atteignent pas son sommet.